# Nintendo DS
Nintendo DS (okrajšava za »dual screen« oz. »dvojni zaslon«) je ročna konzola sedme generacije. Z dvema osvetljenima zaslonoma, od katerih je spodnji občutljiv na dotik, so v prvih treh dneh predstavitve na Japonskem prodali preko 400.000. Glavna konkurenca temu izdelku je Sonyjeva ročna konzola PlayStation Portable.